# Matteo Trentin
Matteo Trentin (Borgo Valsugana, Trento, 2 d'agost de 1989) és un ciclista italià, professional des del 2011. Actualment corre a l'equip UCI ProTeam Tudor Pro Cycling Team. Combina el ciclisme en ruta amb el ciclocròs.
En el seu palmarès destaca, per damunt de tot, la victòria que aconseguí en la 14a etapa del Tour de França de 2013 en imposar-se a l'esprint en una escapada. També ha guanyat una etapa al Giro d'Itàlia, quatre a la Volta a Espanya, i la París-Tours de 2015.

## Palmarès en ciclocròs
- 2006-2007.
  -  Campió d'Itàlia de ciclocròs júnior

## Palmarès en ruta
- 2010
  - Vencedor d'una etapa del Giro del Friül-Venècia Júlia
- 2011
  -  Campió d'Itàlia en ruta sub-23
  - 1r al Gran Premi della Liberazione
  - 1r al Trofeu Alcide Degasperi
- 2012
  - 1r al Gullegem Koerse
- 2013
  - Vencedor de la 14a etapa del Tour de França
- 2014
  - Vencedor de la 7a etapa del Tour de França
  - Vencedor d'una etapa a la Volta a Suïssa
- 2015
  - 1r a la París-Tours
  - Vencedor de 2 etapes al Tour de Poitou-Charentes
  - Vencedor d'una etapa a la Volta a la Gran Bretanya
- 2016
  - Vencedor d'una etapa al Giro d'Itàlia
  - Vencedor d'una etapa al Tour de Valònia
  - Vencedor d'una etapa al Tour de l'Ain
- 2017
  - 1r al Primus Classic
  - 1r a la París-Tours
  - Vencedor d'una etapa a la Volta a Burgos
  - Vencedor de 4 etapes a la Volta a Espanya
- 2018
  -  Campió d'Europa en Ruta
  - Vencedor d'una etapa al Tour de Guangxi
- 2019
  - 1r al Trofeu Matteotti
  - Vencedor d'una etapa a la Volta a la Comunitat Valenciana
  - Vencedor de 2 etapes a la Volta a Andalusia
  - Vencedor d'una etapa del Tour de França
  - Vencedor d'una etapa a la Volta a la Gran Bretanya
- 2021
  - 1r al Trofeu Matteotti
- 2022
  - 1r a Le Samyn
  - 1r al Giro del Vèneto
  - Vencedor d'una etapa a la Volta a Luxemburg
- 2024
  - 1r al Tour de Valònia i vencedor d'una etapa

### Resultats al Giro d'Itàlia
- 2013. 118è de la classificació general
- 2016. 74è de la classificació general. Vencedor d'una etapa

### Resultats al Tour de França
- 2013. 142è de la classificació general. Vencedor de la 14a etapa
- 2014. 47è de la classificació general. Vencedor de la 7a etapa
- 2015. 117è de la classificació general
- 2017. Fora de control (9a etapa)
- 2019. 52è de la classificació general. Vencedor d'una etapa
- 2020. 79è de la classificació general
- 2023. 107è de la classificació general

### Resultats a la Volta a Espanya
- 2017. 84è de la classificació general. Vencedor de 4 etapes
- 2018. 125è de la classificació general